# Zeitung vum Lëtzebuerger Vollek
Die Zeitung vum Lëtzebuerger Vollek (luxemburgisch für Zeitung des Luxemburger Volkes) ist eine marxistisch orientierte politische Tageszeitung in Luxemburg. Die Berichterstattung umfasst alle Gesellschaftsbereiche sowie nationale und internationale politische Ereignisse. Die Zeitung erschien erstmals am 1. Juli 1946 und hat ihren Sitz in Esch an der Alzette. Sie gilt als Zentralorgan der Kommunistischen Partei Luxemburgs (KPL). Die Zeitung wird über die Pressehilfe vom Luxemburgischen Staat subventioniert. 2013 lag dieser Betrag bei 383.031 Euro.